# Lloctinent general del Regne de Mallorca
El lloctinent general del Regne de Mallorca va ser la màxima magistratura reial al Regne de Mallorca i les illes adjacents, actuant com a alter ego del rei.
Després de l'etapa dels governadors generals, es va recuperar la denominació original del càrrec coincidint amb l'esclat de la Revolta Forana (1451), possiblement per reforçar la visualització de la delegació de les funcions reials davant els revoltats. El títol es va mantenir vigent fins al 1576, quan es va substituir pel de virrei de Mallorca, poc després de la creació de la Reial Audiència de Mallorca.

## Llista de lloctinents generals
| Període                                                  | Lloctinent(s) i càrrecs destacats |
| Precedits pels governadors generals d'Alfons V d'Aragó   | Precedits pels governadors generals d'Alfons V d'Aragó |
| -------------------------------------------------------- | --- |
| Alfons V d'Aragó (1416–1458)                             | - Arnau de Vilademany i de Blanes, dos darrers anys de cogovern amb el posterior (1451–54) - Francesc d'Erill i de Centelles, dos primers anys de cogovern amb l'anterior (1452–57) - Vidal de Blanes i de Castellar d'Orís (1457–1469)                                                                          |
| Joan II d'Aragó (1458–1479)                              | - Segueix l'anterior - Francesc Berenguer de Blanes i Berenguer fill de l'anterior (1469–1486) |
| Ferran II d'Aragó (1479–1516)                            | - Segueix l'anterior - Eiximèn Peres Escrivà de Romaní i Ram (1486-1493) - Joan d'Eimeric i Saplana, primera vegada (1493-1502) - Jordi Miquel d'Eimeric i Saplana, interí, germà de l'anterior (1502-1505) - Joan d'Eimeric i Saplana, segona vegada (1505-1512) - Miguel de Gurrea, primera vegada (1512-1517) |
| Carles V d'Alemanya (1516-1554)                          | - Segueix l'anterior - Frederic de Santcliment, interí (1517-1520) - Miguel de Gurrea, segona vegada (1520-1525) - Carles de Pomar (1525-1533) - Ximen Perez de Figuerola (1534-1538) - Felip de Cervelló (1538-1547) - Gaspar de Marrades (1548-1557)                                                           |
| Felip II de Castella (1554-1698)                         | - Segueix l'anterior - Guillem de Rocafull, abans governador de Menorca (1558-1564) - Joan d'Urríes (1564-1575) - Felip Fuster, interí (1575-1576) |
| Seguits pels virreis de Mallorca de Felip II de Castella | |